# Tiger Rag
Tiger Rag, conosciuto anche come Hold That Tiger, è un brano musicale (originariamente strumentale) di genere jazz e ragtime composto da Eddie Edwards, Henry Ragas, Nick La Rocca, Larry Shields e Tony Sbarbaro ed inciso nel 1917 dall'Original Dixieland Jazz Band. Fu uno dei primi brani jazz ad essere stato inciso in un disco (i primi due brani incisi nella storia del jazz, presenti sui due lati di un 78 giri inciso per la Victor di New York, sono Dixieland Jass Band One-Step - lato A - e Livery stable blues - lato B -, in data 26 febbraio 1917).
Alla versione strumentale originale, fu aggiunto nel 1931 un testo scritto da Harry DeCosta: questa versione fu incisa originariamente dai Mills Brothers.

## Storia

### Controversie sulla paternità del brano
La paternità del brano, il cui copyright è stato depositato dagli artisti Original Dixieland Jazz Band, fu contestata da vari artisti di New Orleans, presso i quali pare che il brano fosse già noto.
Il musicista Jelly Roll Morton, che si considerava l'inventore del jazz, dichiarò in un'intervista rilasciata al musicologo Alan Lomax di essere il vero autore della melodia, affermando di averla ricavata rielaborando una quadriglia francese.
Il musicologo italiano Vincenzo Caporaletti ha dimostrato come le auto-attribuzioni autoriali di Jelly Roll Morton non siano attendibili, per mezzo di un’analisi condotta sulla prima trascrizione integrale in notazione musicale delle esecuzioni di Morton alla Library of Congress (1938), con conclusioni definite da Bruce Boyd Raeburn “legittimamente convincenti”. Inoltre Caporaletti ha accuratamente individuato i ‘motivi vaganti’ che Nick La Rocca assemblò per creare Tiger Rag.

### La versione originale dell'Original Dixieland Jazz Band
Il brano venne registrato per la prima volta dall'Original Dixieland Jazz Band il 17 agosto 1917.
Il 25 marzo 1918, il brano fu ripubblicato per l'etichetta Victor e raggiunse il primo posto delle classifiche, dove rimase per due settimane.

### La versione dei Mills Brothers
Il brano venne inciso dai Mills Brothers nel singolo a 78 giri Tiger Rag/Nobody's Sweetheart pubblicato dalla Brunswick in una versione con il testo.
Nel 1952 il brano Tiger Rag fu nuovamente ripubblicato su singolo dai Mills Brothers su etichetta Decca Records con sul lato B il brano Paper Doll.

## Altre versioni (lista parziale)
Oltre che dall'Original Dixieland Jazz Band e dai Mills Brothers, il brano è stato inciso od eseguito pubblicamente dai seguenti artisti (in ordine alfabetico):
- Larry Adler (versione strumentale; 1935)
- Louis Armstrong e la sua orchestra (versione strumentale; 1930)
- Chet Atkins (versione strumentale; 1957)
- Danny Barker (versione strumentale; 1958)
- Kamil Běhounek (versione strumentale; 1938)
- Jo Ann Castle (versione strumentale; 1960)
- Alix Combelle (versione strumentale; 1940)
- Dixon's Jazz Maniacs (versione strumentale; 1927)
- The Duke of Dixieland (versione strumentale; 1955)
- Dorothy Dongegan (versione strumentale; 1946)
- Tom Dorsey (versione strumentale; 1929)
- Duke Ellington (versione strumentale; 1929)
- Dinah Kaye, Tubby Sykes &The Powerhouse Seven (1963)
- Claude Luter (versione strumentale; 1957)
- Joe Mabus (versione strumentale; 2005)
- Ray Noble (1933)
- Lisa Otey (versione strumentale; 1997)
- New Orleans Rhythm Kings (versione strumentale; 1922)
- Charlie Parker (1957)
- Les Paul & Mary Ford (1952)
- Nicholas Payton (versione strumentale; 2001)
- Kermit Ruffins (2000)
- Sören Rydgren (verstione strumentale; 1980)
- Bob Scobey & Lizzie Miles (1957)
- Dave Shepherd (versione strumentale; 1975)
- Art Tatum (versione strumentale; 1933)
- Reg Varney (versione strumentale; 1972)
- Die Viel-Harmoniker (1977)
- Ethel Waters
- Paul Whiteman (versione strumentale; 1930)

## Adattamenti in altre lingue
- Il brano è stato adattato in lingua finlandese da Reino Helismaa con il titolo Tiikerinmetsästys ed inciso per la prima volta in questa versione nel 1958 da Pekka Tiilikaine[2]
- Il brano è stato adattato in lingua norvegese da Finn Evensen ed inciso per la prima volta in questa versione nel 1995 dalla Bjelleklang[2]

## Rielaborazioni
- Il brano divenne molto popolare in Germania sotto il Terzo Reich dopo essere stato riarrangiato e trasformato in un brano foxtrot (con alcune note musicali cambiate) nel 1942 da Willie Stanke, il quale ne aveva modificato anche il titolo, che da Tiger Rag era divenuto Schwarzer Panther ("Pantera nera")[15]

## Il brano nella cultura di massa

### Sport
- Il brano è l'inno ufficiale dei Clemson Tigers, le squadre sportive della Clemson University, l'ateneo della città di Clemson, nella Carolina del Sud[6]